# (24682) 1990 BH
1990 بي إتش (ويعرف أيضًا باسم (24682) 1990 بي إتش وفق تسمية الكوكب الصغير) (بالإنجليزية: 1990 BH)‏ هو كويكب ضمن حزام الكويكبات؛ وترتيبه 24682 من حيث الاكتشاف.
اكتُشف هذا الجُرم الفلكي بواسطة اليانور إف. هيلين في 22 يناير 1990.

## وصلات خارجية
- (24682) 1990 BH في قاعدة بيانات مختبر الدفع النفاث لأجرام النظام الشمسي الصغيرة

- الاكتشاف · مخطط المدار ·  العناصر المدارية · المعلمات المادية

- (24682) 1990 BH على موقع ويكي سكاي: DSS2, SDSS, GALEX, IRAS, Hydrogen α, X-Ray, Astrophoto, Sky Map, Articles and images